# Шкільна дошка

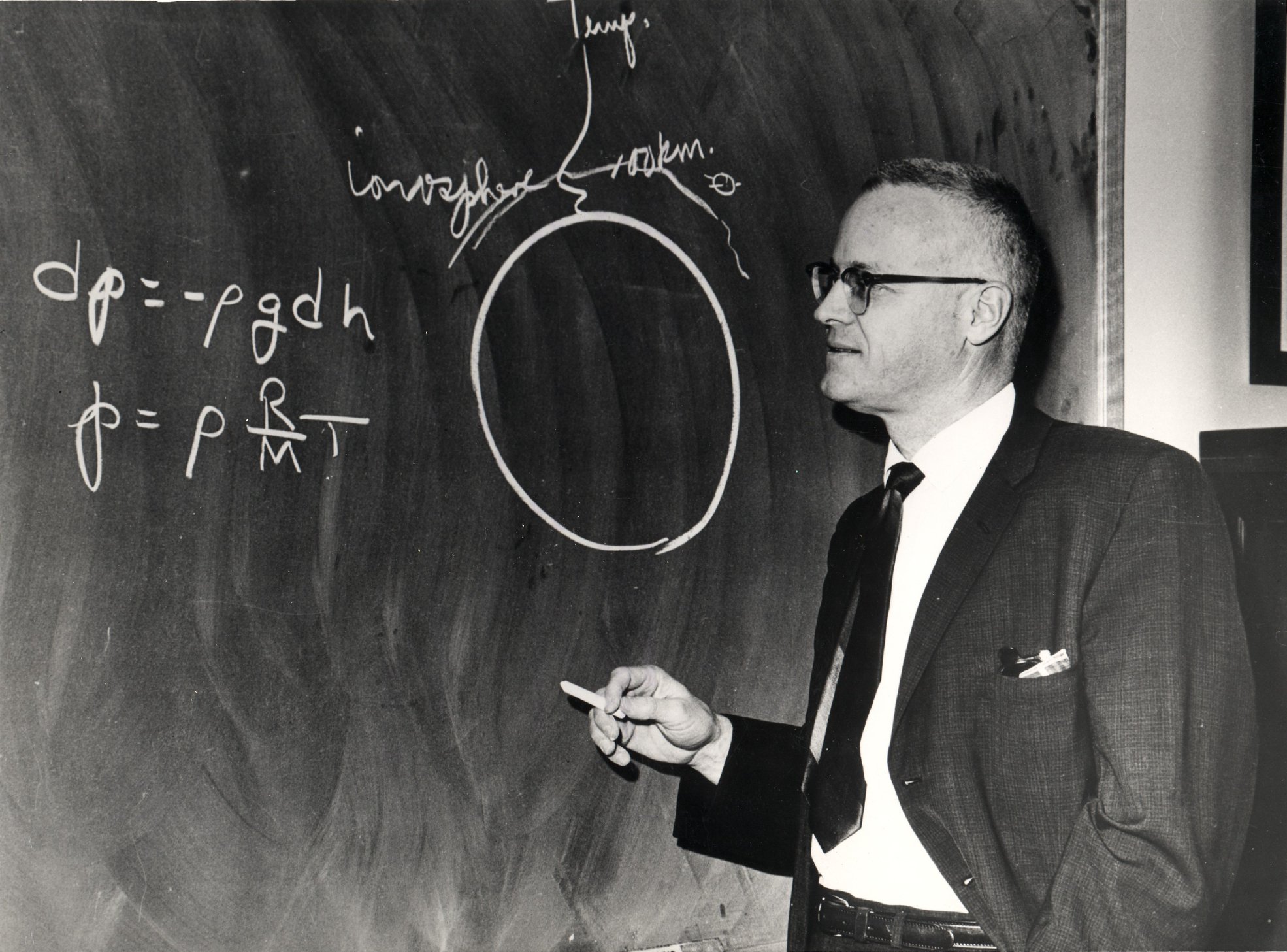
Науковець НАСА Гомер Едвард Ньюелл пояснює принципи вимірювання висоти, тиску і температури, близько 1973 року

Шкільна дошка, класна дошка, або дошка — використовувана в освітніх закладах поверхня, на якій викладач й учні можуть писати або малювати для пояснення вивченого матеріалу. Шкільні дошки використовують також у різних закладах, щоб залишати записки й оголошення.

## Різновиди

### Грифельна дошка

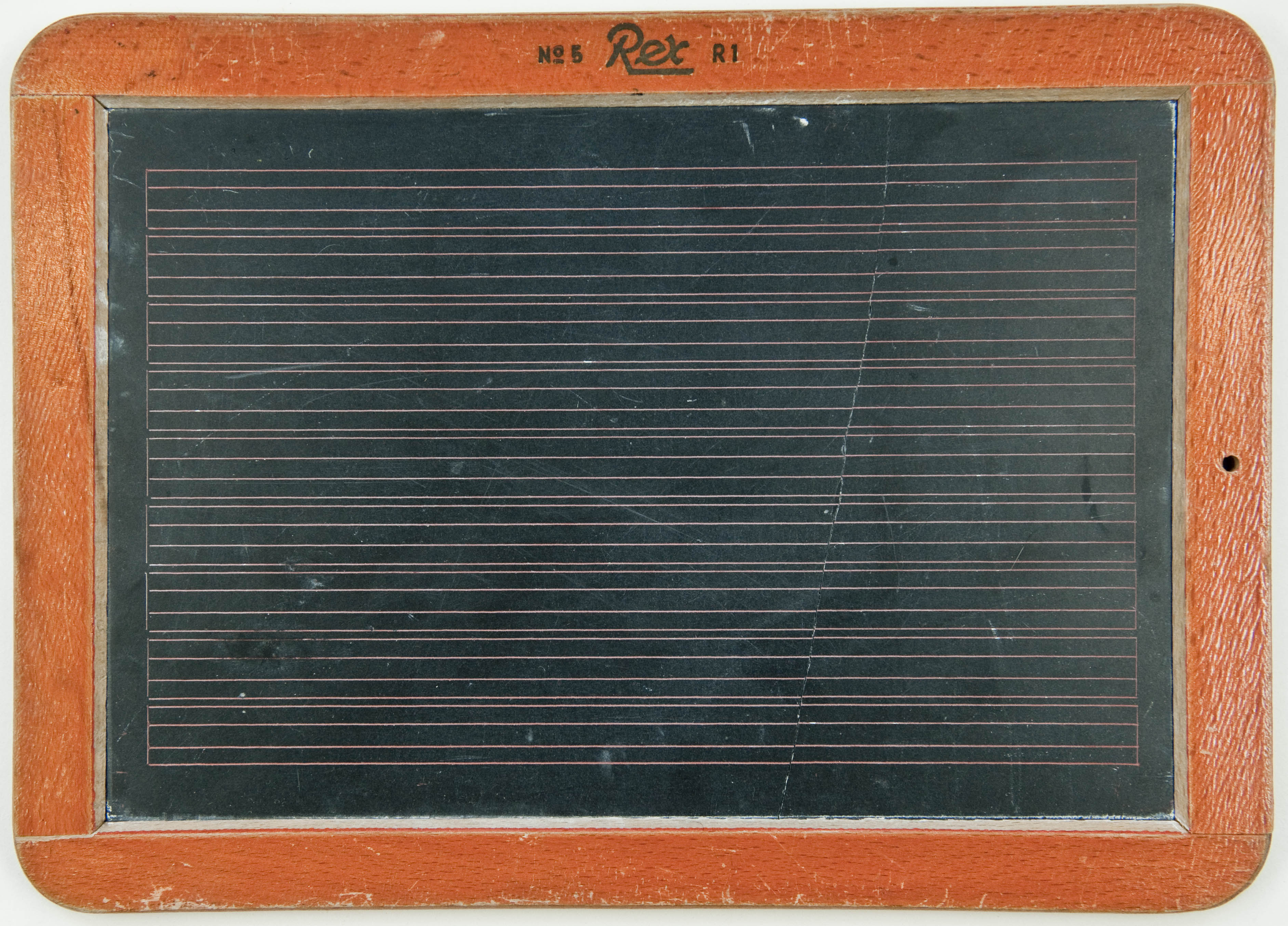
Грифельна дошка

У XIX столітті у кожного школяра була окрема дошка для записів — аспідна дошка, зроблена з гладкого сірувато-чорного аспідного сланцю. Писали на ній грифелем, а стирали запис ганчіркою. Вчитель підходив до кожного учня і перевіряв написане. Згодом для зручності пояснення навчального матеріалу стали застосовувати одну велику дошку на весь клас.

### Крейдова дошка

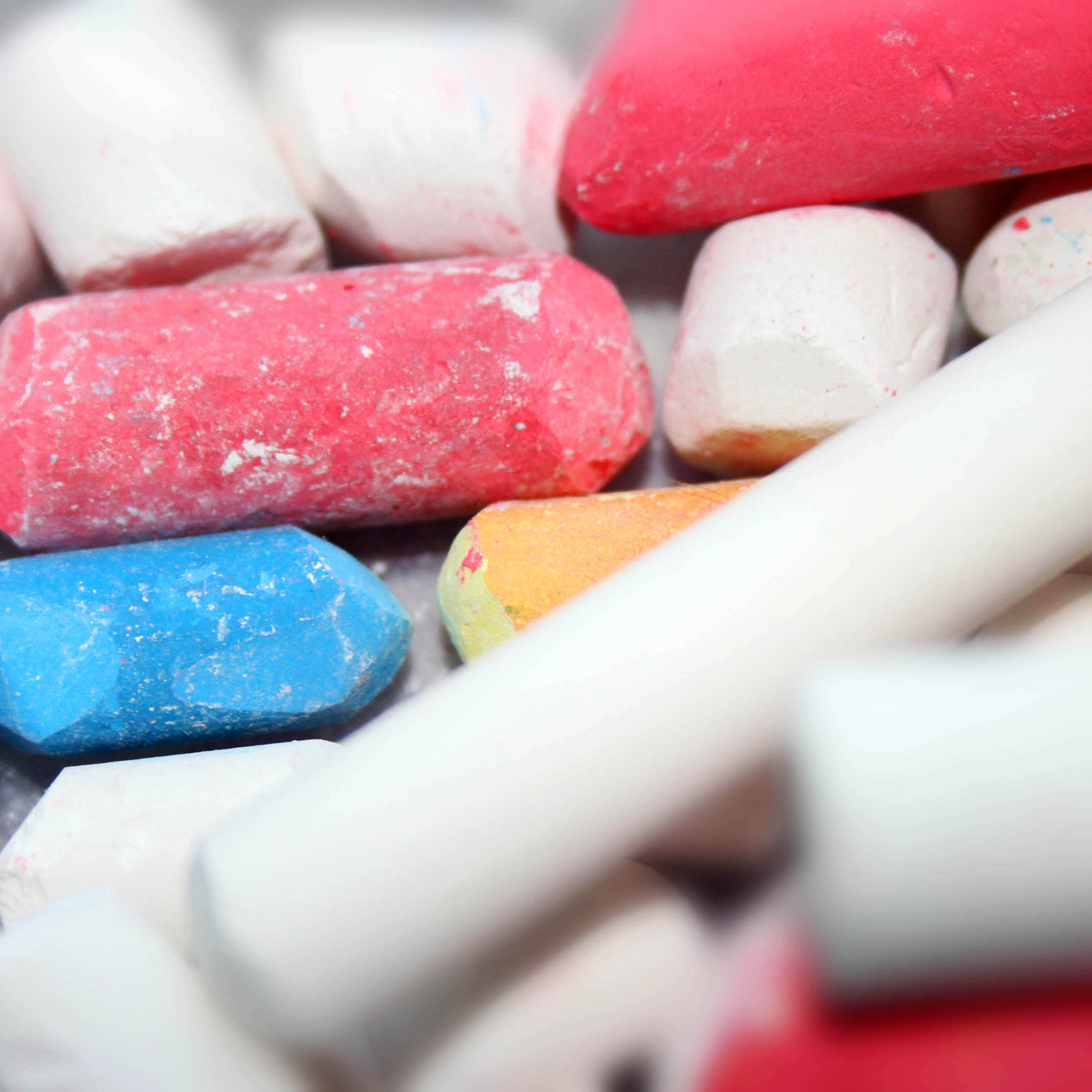
крейда

Пізніше появились дошки, на яких стали писати білою або кольоровою крейдою. Вони виявились настільки вдалими, що використовуються у навчальних закладах дотепер. Їх виробляють з дерева, скла або металу і покривають темною матовою емаллю, зазвичай чорною, темно-зеленою або коричневою. Якісніші дошки роблять з покриттям з шерехуватого фарфора, який дуже стійкий до стирання: такі дошки можуть витримувати 10-20 років інтенсивного використання.
Існує також варіант шкільної дошки, у яких поверхня для записів являє собою довгий лист пластику, натягнутого між двома паралельними обертовими циліндрами. Обертаючи циліндри, можна переміщати намотаний на них пластик, таким чином створюється додаткова поверхня для письма без необхідності постійно стирати вже написане.
Надписи, зроблені крейдою, легко стираються вологою ганчіркою або губкою. Іноді використовують спеціальний ластик для дошки: дерев'яний брусок, на який наклеєна подушечка.
При всій своїй зручності написання крейдові дошки мають важливий недолік: при письмі на них утворюється крейдовий пил, який бруднить одяг і у деяких людей може викликати алергію. Крейдовий пил також може негативно впливати на чутливе до пилу обладнання — наприклад, комп'ютери.

### Дошка для малювання маркерами

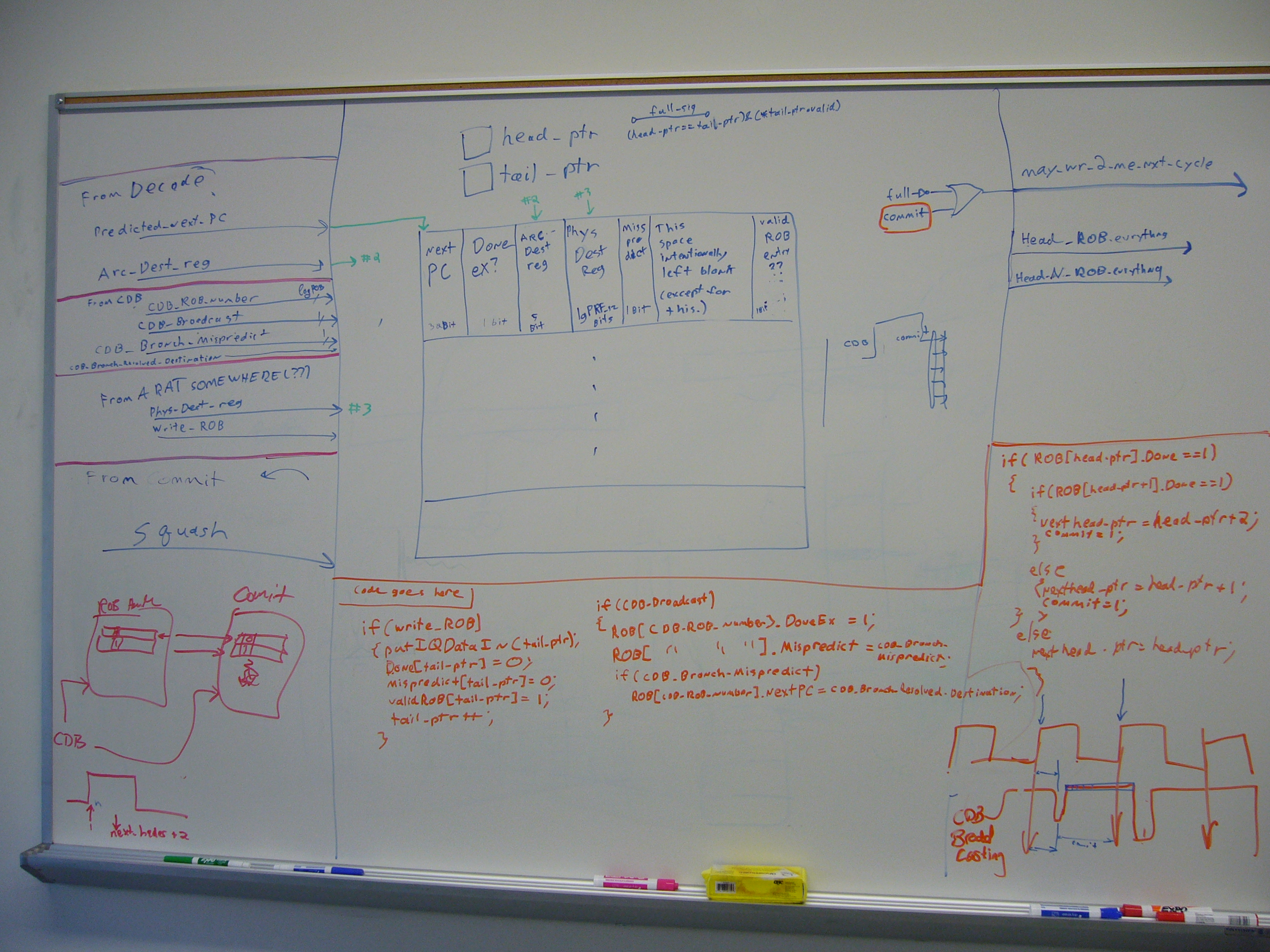
Дошка для малювання маркерами

У середині XX століття у школах стали з'являтися безкрейдові дошки білого кольору, на яких можна писати маркерами. Такі дошки зазвичай роблять з металу, покритого емаллю, склом або пластиком. Якщо використовують маркери на водній основі, то надписи з дошки стирають вологою ганчіркою, якщо маркери сухого стирання — спеціальним очищувачем. До дощок, зроблених зі сталі, зручно кріпити магнітами різні додаткові інформаційні матеріали (плакати, таблиці тощо).

### Фліпчарт
Основна стаття: Фліпчарт

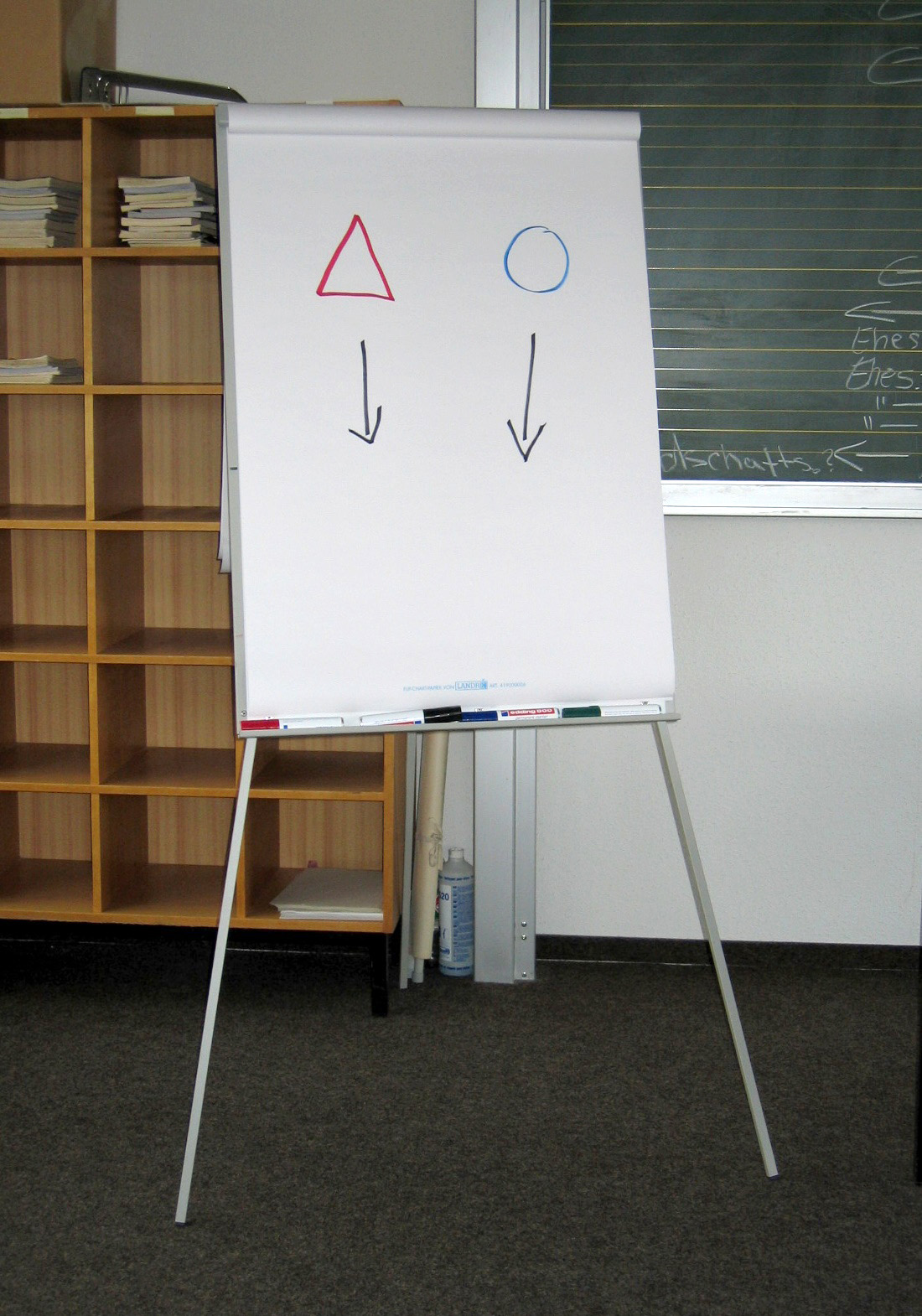
Фліпчарт

Фліпчарт використовується в основному для проведення семінарів і конференцій. Це подібність величезного блокнота — великі паперові листи скріплені спеціальною притискною планкою. Списаний верхній лист перевертається або міняється на новий. Фліпчарти зручні тим, що писати на них можна не тільки спеціальним маркером, але і звичайною ручкою або олівцем.

### Магнітна дошка
Виготовляється з суміші магнітного порошку і гумоподібних полімерних матеріалів. Магнітні дошки дозволяють легко закріплювати різні знімні таблички (букви, цифри, і ін.). Використовують в основному у дитячих садках і для створення різних інформаційних табло.

### Коркова дошка
Використовується не для записів, а для кріплення різних інформаційних матеріалів і ілюстрацій за допомогою кнопок і булавок. Виготовляється з натурального пресованого корка чи іншого пористого матеріалу, обтягнутого тканиною.

### Комбіновані дошки
Ще з пір появи крейдових дощок їх стали робити з кількома робочими поверхнями: розкривними або розсувними. З появою нових різновидів дощок стало можливим комбінувати їх. Наприклад, існують дошки, у яких основна робоча поверхня — це маркерна дошка, а розкривні допоміжні поверхні являють собою магнітну дошку і фліпчарт.

### Інтерактивна дошка

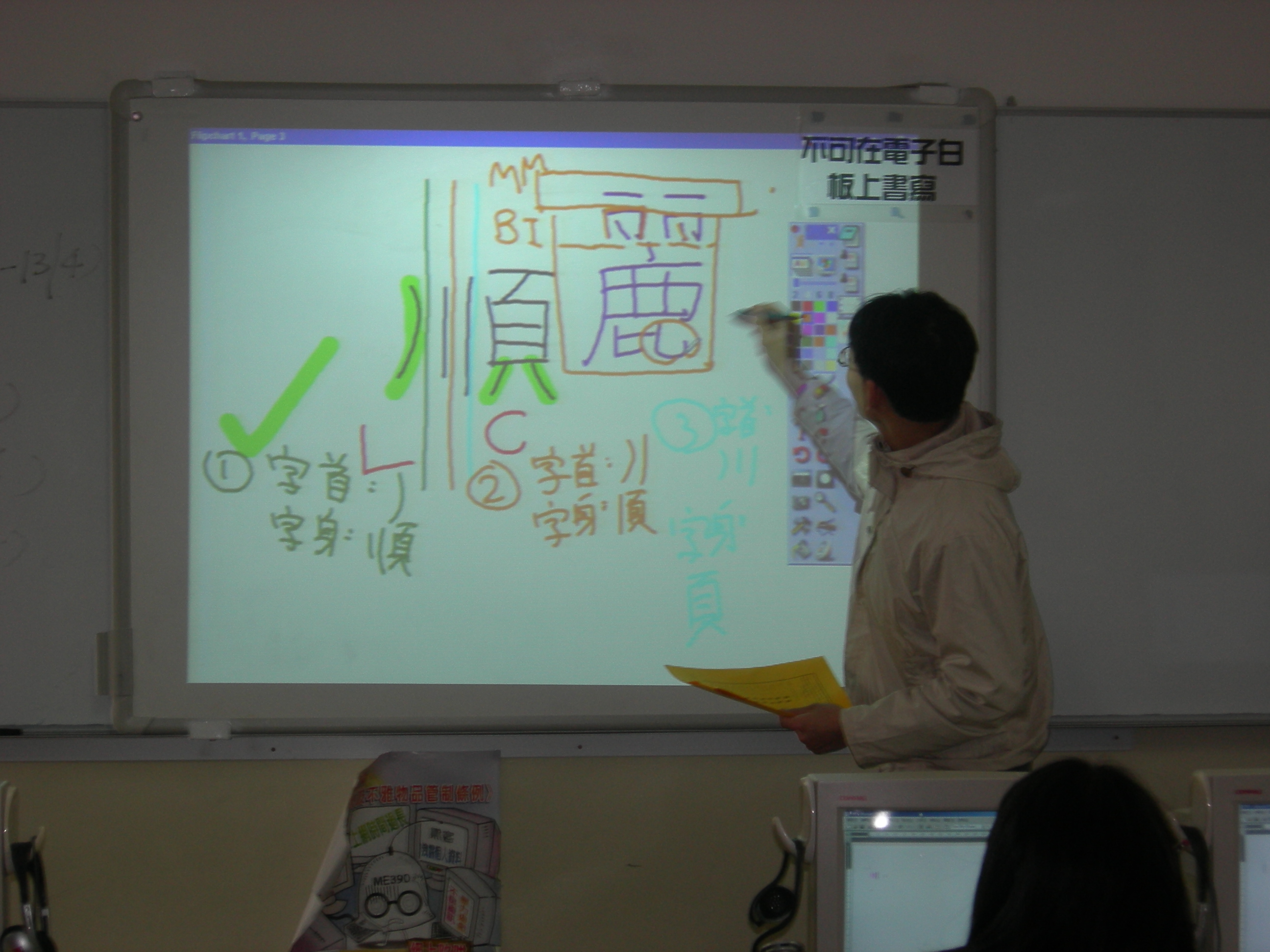
інтерактивна дошка

Біла поверхня такої дошки використовується як звичайний екран для виводу любої інформації з комп'ютера (за допомогою медіапроєктора), але головна її особливість — чутливість до натискання, дозволяє використати дошку як сенсорний екран. Для цього дошка забезпечується резистивним покриттям або комбінацією встановлених по її краях світлодіодів і фотодатчиків, що дозволяють відслідковувати координати торкання дошки стилом (пластмасовий стрижень з округленим кінчиком, зазвичай імітує за формою маркер). Таким чином, інтерактивна дошка дозволяє робити рукописні позначки на проєктованому зображенні, а також зберігати ці позначки на комп'ютері.

### Маркерне покриття
У 2008 р. троє американських студентів — Морген Ньюман, Джеф Аваллон і Джош Ґоша — створили унікальний продукт, який склав гідну конкуренцію маркерним дошкам. Колись під час виконання завдання в університеті їм не вистачило місця на дошці. Вони спробували використовувати для записів величезні аркуші паперу, але їх потрібно було притримувати руками. Саме в цей момент у них народилася ідея зробити «дошкою» стіни кімнати.
Нове покриття знайшло своє застосування у самих різних областях, де вимагається максимально задіяти весь обсяг простору для генерації і втілення ідей. Покриття легко і зручно може бути нанесено на стіну, стіл, двері або любу іншу поверхню, після чого вона становиться придатною для малювання сухостиральними маркерами.
Покриття успішно використовується як альтернатива малогабаритним і не дуже зручним шкільним дошкам, задіює повністю всю поверхню стін і меблів шкільних, лекційних і переговорних кімнат в освітніх закладах, офісах компаній різних напрямків діяльності й всюди, де є необхідність багато і швидке писати, часто вносити зміни у текстову і графічну інформацію.